# Jana Tesaříková
Jana Tesaříková (* 26. května 1982 Chomutov) je česká výtvarnice, kytaristka a fotografka.

## Život
Narodila se v Chomutově. Vystudovala Obchodní akademii Chomutov. Výtvarné vzdělání získala v ateliéru „Relaxační tvorba“ Mgr. Petry Balnarové v Lidové konzervatoři v Ostravě. Po zakončení Absolutoriem, opravňující k vyučování v zájmových kulturních organizacích, navštěvovala ateliér Malba a kresba Jany Smékalové.
Tvorbu zaměřila na pocity, které mají vyvolat nekonečný chod myšlenek. Každý má vyvolat určitou emoci v pozorovateli. Nejčastější rys obrazů Jany Tesaříkové je zachycení lidské tváře a symbolů, které tvoří příběh. Často je v obrazech zachycen strach a zároveň naděje, poslední dobou se objevují v malbách i zvířata nebo zvířecí motivy.
Nyní využívá techniku akrylu. Několik let se však věnovala hlavně kresbě a malbě pastelem.
Nejen tvoření obrazů, ale i hudba doprovází výtvarnici životem. Byla kytaristkou v undergroundové kapele s názvem Autumn Cold. Nyní[kdy?] působí v kapele Katarze.
V roce 2016 zakládá sdružení výtvarníku s názvem Řád chaosu.

## Výstavy
2010
- Občanské sdružení Maryška Bohumín – název ERROR – výstava s fotografem Petrem Kiškou. [2]

2011
- Galerie Maryčka Havířov – název Nitro – samostatná výstava.[3]

2013
- Atlantik Ostrava – název Temnota Nitra – samostatná výstava.[4]

2014
- KD Leoše Janáčka Havířov – HVS 2014 – společná výstava s Havířovských výtvarníků.

2016
- Vinotéka a galerie Truhlářská, Praha – Řád Chaosu – společná výstava s výtvarníky Zdena Bočarova, Vladimír Kočička, Jiří Motl.

2017
- Atrium městské radnice Milovice – Kouzelný svět – společná výstava s malířem a sochařem Petrem Verzichem.
- Cafe de flore Milovice – Říje fantazie – společná výstava se sdružením Řádu chaosu (členové Zdena Bočarova, Vladimír Kočička, Jiří Motl).
- Galerie Nora v Praze – Proměnlivost vnímání – společná výstava se sdružením Řádu chaosu (členové Zdena Bočarova, Vladimír Kočička, Jiří Motl).

2018
- Café alternatif – Světlo stínů – společná výstava se sdružením Řádu chaosu (členové Zdena Bočarova, Vladimír Kočička, Jiří Motl).
- Galerie a vinotéka U Milenky – Mršina – společná výstava se sdružením Řádu chaosu (členové Zdena Bočarova, Vladimír Kočička, Jiří Motl).
- Galerie a vinotéka U Milenky – Obrazy duše – samostatná výstava

2019
- Divadlo Horní Počernice – Havran v Máji – společná výstava se sdružením Řádu chaosu (členové Zdena Bočarova, Vladimír Kočička, Jiří Motl) [5]
- Dobrá trafika na Újezdu – Podzimní ladění – společná výstava se sdružením Řádu chaosu (členové Zdena Bočarova, Vladimír Kočička, Jan Toť)